# Idiocera (Idiocera) maharaja
Idiocera (Idiocera) maharaja is een tweevleugelige uit de familie steltmuggen (Limoniidae). De soort komt voor in het Palearctisch en Oriëntaals gebied.